# Ситагліптин
Ситагліптин (англ. Sitagliptin, лат. Sitagliptinum) — таблетований цукрознижуючий лікарський засіб класу гліптинів (інгібіторів дипептидилпептидази-4) для прийому всередину. Ситагліптин розроблений у лабораторії компанії «Merck & Co.», та застосовується у клінічній практиці з 2006 року.

## Фармакологічні властивості
Ситагліптин — синтетичний препарат, що відноситься до класу гліптинів. Механізм дії препарату полягає в інгібуванні ферменту дипептидилпептидази-4, який спричинює інактивацію гормонів інкретину GLP1 та GIP, що збільшують біосинтез інсуліну та його секрецію з бета-клітин підшлункової залози, як при нормальному, так і при підвищеному рівні глюкози в крові, та знижує вивільнення антагоніста інсуліну — глюкагону. Все це спричинює зниження рівня глюкози в крові. Препарат застосовується при цукровому діабеті ІІ типу для зниження рівня глюкози в крові разом із дієтою та підвищенням рівня фізичної активності, причому при застосуванні ситагліптину спостерігалось ефективне зниження рівня глікованого гемоглобіну, та не спостерігалось збільшення ризику розвитку несприятливих серцево-судинних подій, на відміну від іншого препарата групи саксагліптину, а також не спостерігалось збільшення частоти розвитку панкреатиту та злоякісних пухлин.

### Фармакокінетика
Ситагліптин добре всмоктується після перорального застосування, біодоступність препарату складає близько 87 %. Максимальна концентрація ситагліптину в крові досягається протягом 3 годин після прийому препарату. Ситагліптин погано (на 38 %) зв'язується з білками плазми крові. Даних за проникнення через плацентарний бар'єр, та виділення в грудне молоко людини немає. Метаболізується ситагліптин у незначній кількості в печінці з утворенням неактивних метаболітів. Виводиться препарат із організму переважно із сечею, переважно в незміненому вигляді. Період напіввиведення препарату складає 12,4 години, та зростає при важких порушеннях функції або нирок.

## Покази до застосування
Ситагліптин застосовують при цукровому діабеті ІІ типу при неефективності дієтотерапії та зниженні маси тіла, як у вигляді монотерапії, так і в комбінації з іншими пероральними цукрознижуючими препаратами.

## Побічна дія
При застосуванні ситагліптину найчастішим побічним ефектом є гіпоглікемія. Іншими побічними ефектами при застосуванні препарату є:
- Алергічні реакції — шкірний висип, свербіж шкіри, кропив'янка, набряк Квінке, бульозний пемфігоїд, шкірний васкуліт, синдром Стівенса — Джонсона.
- З боку травної системи — блювання, гострий панкреатит, запор.
- З боку нервової системи — головний біль, запаморочення.
- З боку дихальної системи — інтерстиційне захворювання легень.
- З боку опорно-рухового апарату — артралгія, артропатія, біль у спині, міалгія.
- З боку сечовидільної системи — порушення функції нирок, ниркова недостатність.

## Протипокази
Ситагліптин протипоказаний при підвищеній чутливості до препарату, кетоацидозі, цукровому діабеті І типу.

## Форми випуску
Ситагліптин випускається у вигляді таблеток по 0,025, 0,05 і 0,1 г, а також у вигляді комбінованого препарату разом із метформіном і ертугліфлозином.